# پرده‌های مغز و نخاع
شامه یا مننژ (به انگلیسی: meninge) سامانه‌ای متشکل از چند لایه (غشاء) بوده که مغز و طناب نخاعی را در بر می‌گیرد. این غشاها کار محافظت، تغذیه، و کاهش ضربه مغزی را به عهده دارند. مننژ اطراف مغز و نخاع دارای سه لایه و پوشش است که از خارج به داخل با نام سخت‌شامه (دورا ماتر)، عنکبوتیه (آراکنوئید)، نرم‌شامه (پیا ماتر) شناخته می‌شوند. این پرده‌ها به‌طور کلی مننژ یا شامه نامیده می‌شوند که میان استخوان جمجمه و بافت مغز (و در طناب نخاعی بین ستون مهره‌ها و بافت نخاع) قرار دارند. این پرده‌ها شدت ضربه‌هایی که به استخوان سر و ستون مهره‌ها وارد می‌شوند را کاهش داده و همچنین به عنوان یک سد شیمیایی در برابر بسیاری از مواد آسیب‌رسان ایفای نقش می‌کنند.
وظیفه حفاظت فیزیکی مغز پس از جمجمه بر عهده پردهٔ مننژ است. مغز توسط استخوان‌های سخت جمجمه محصور شده‌است که از آن در برابر آسیب دیدگی محافظت می‌نماید. استخوان‌های اصلی جمجمه عبارتند از: استخوان‌های پیشانی، گیجگاهی، آهیانه‌ای و پس سری. این استخوان‌ها در ناحیه درزها (سوچور) به هم متصل می‌شوند و قاعده جمجمه را تشکیل می‌دهند.

## سخت شامه

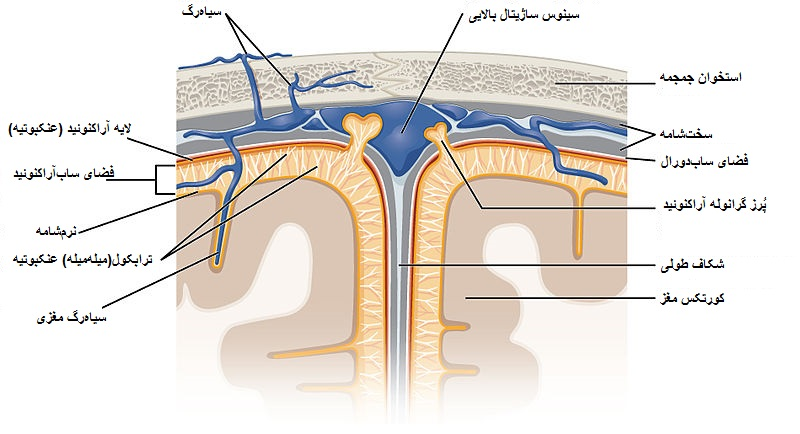
لایه‌ها و مننژها

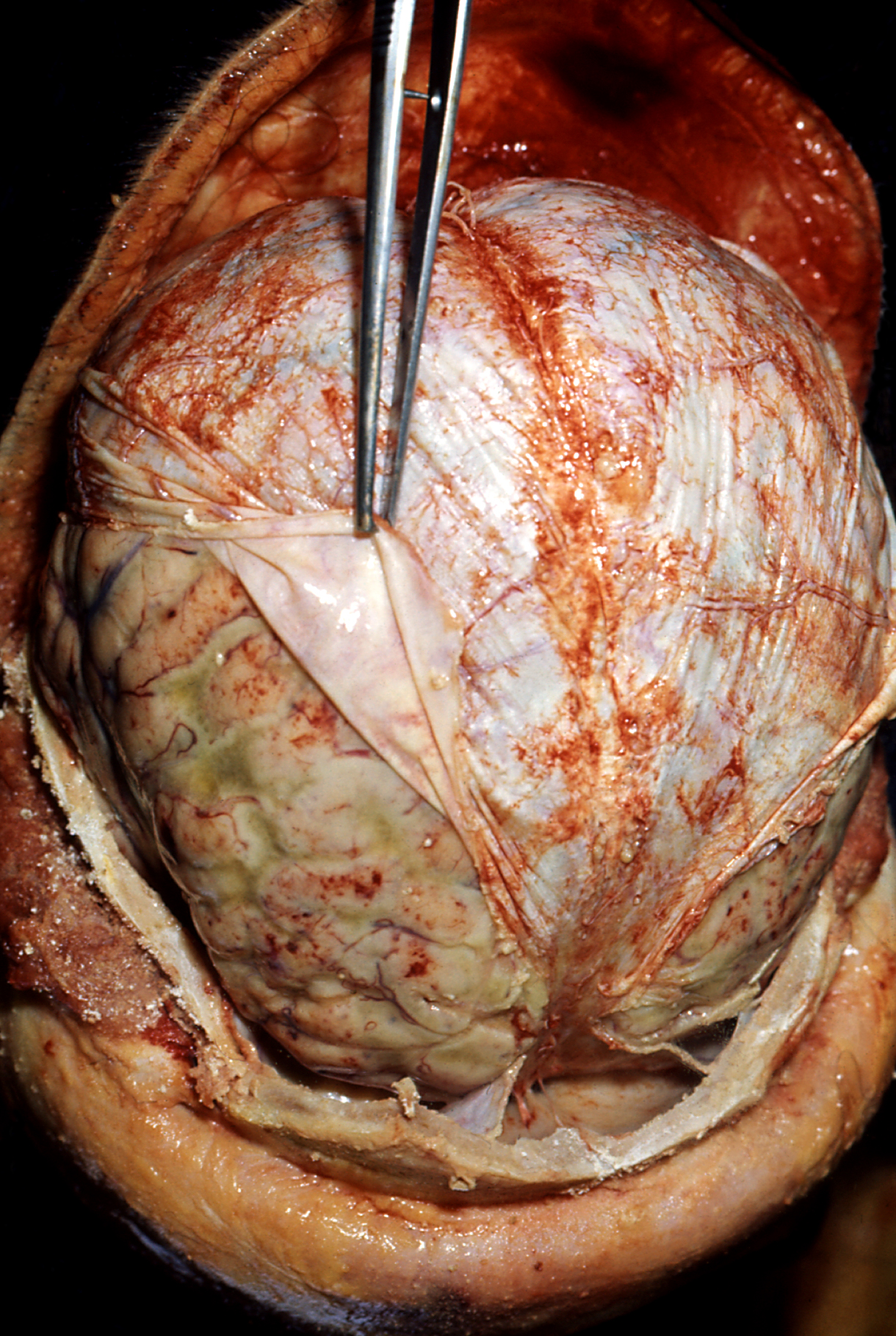
در حال برداشتن لایه سخت شامه در یک عمل جراحی

سخت‌شامه، خارجی‌ترین لایه: سخت شامه غشا و لایه‌ای ضخیم، محکم، غیر ارتجاعی، فیبروزه، خاکستری رنگ و نزدیک به جمجمه می‌باشد و مغز و طناب نخاعی را می‌پوشاند، آن متشکل از بافت فیبری متراکم است که سطح داخلی‌اش پوشیده از سلول‌های صاف و مسطح و مسئول نگهداری از مایع مغزی-نخاعی است. سخت شامه به صورت کیسه‌ای است که پردهٔ عنکبوتیه را پوشانده و دارای چندین عملکرد می‌باشد. سخت شامه، سینوس‌های سخت شامه‌ای (سینوس‌های وریدی سخت شامه‌ای، سینوس‌های مغزی، یا سینوس‌های جمجمه‌ای نیز نامیده می‌شوند) را دربر گرفته و از آن‌ها پشتیبانی می‌کند. سخت‌شامه دارای دو لایه یا لاملا است: لایهٔ سطحی که به صورت ضریع (پریوستئوم) استخوان درونی جمجمه است درون‌شامه جمجمه endocranium نامیده می‌شود؛ و لایه عمیق.

### چین‌های سخت‌شامه
سخت شامه به صورت دو لایه در خمیدگی‌ها یا چین‌های سخت شامه مجزا می‌گردد، محل‌هایی که در آنجا لایه سخت شامه‌ای درونی به صورت برجستگی‌های صفحه مانند به داخل حفرهٔ جمجمه خمیده می‌گردد. دو خمیدگی و چین اصلی سخت شامه عبارتند از: چادرینه مخچه  tentorium cerebelli و داس مغز Falx cerebri.
چادرینه مخچه امتدادی از سخت‌شامه، میان مخچه و ساقه مغزی قرار گرفته و این دو را از لوب‌های پس سری مخ مجزا می‌نماید و طاق محکم غشایی را تشکیل می‌دهد. چادرینه مخچه، لامینای قوسی شکل بوده، که در وسط به بالارفته و در اطراف به سمت پایین متمایل می‌شود، سطح فوقانی مخچه را پوشانیده و کار پشتیبانی از لوب‌های پس سری مغز را بر عهده دارد. حاشیهٔ قدامی آن آزاد و فرورفته‌است، از سمت عقب توسط کنارهٔ محدب و برجسته خود به حاشیه‌های عرضی به سطح داخلی استخوان پس‌سری متصل می‌شود و در آنجا سینوس‌های عرضی را احاطه می‌نماید؛ از سمت جلو سینوس‌های خاره‌ای فوقانی را در بر می‌گیرد، در نوک بخش خاره‌ای استخوان گیجگاهی، حاشیه‌های رها و متصل باهم تلاقی می‌کنند و با تقاطع دیگری، به سمت جلو امتداد دارند تا برای زوائد و برجستگی‌های پیشین و پسین بالین‌وار clinoid ثابت نگه داشته شوند. تا خط میانی سطح فوقانی آن، حاشیهٔ خلفی داس مغز اتصال یافته‌است. چادر نیمکره‌های مغزی را حمایت کرده و آن‌ها را از بخش تحتانی مغز جدا می‌نماید. زمانی که فشار اضافی در حفره جمجمه‌ای به وجود آید، بافت مغزی ممکن است در مقابل چادر فشرده شده یا اینکه به سمت پایین جابجا گردد، که این فرایند فتق یا بیرون زدگی مغز نامیده می‌شود.
چادرینه از لحاظ بالینی حائز اهمیت است زیرا تومورهای مغزی اغلب به صورت بالاچادرینه‌ای Supratentorial، و زیرچادرینه‌ای Infratentorial مشخص می‌شوند. موقعیت و محل تومور می‌تواند در تعیین نوع تومور کمک نماید، زیرا تومورهای مختلف با تکرار و کثرت‌های متفاوتی در هر محل به وجود می‌آیند. به علاوه، اکثر تومورهای دوران کودکی شامل زیرچادرینه‌ای هستند در حالیکه بیشتر تومورهای بزرگسالی به صورت سوپراتنتوریال می‌باشند. همچنین موقعیت تومور می‌تواند دارای ارزش تشخیصی باشد. از آنجایی که تنتوریوم یک ساختار سخت است، در صورت انبساط حجمی پارانشیم در بالای چادرینه (تنتوریوم)، مغز می‌تواند تا حدی از طریق چادرینه به سمت پایین فشار داده شود. این فرایند موسوم به فتق مغزی بوده و اغلب مردمک‌گشادی mydriasis در طرف آسیب دیده به واسطهٔ فشار بر روی عصب سوم جمجمه را ایجاد خواهد نمود. فتق چادرینه‌ای یک علامت جدی است خصوصاً زمانی که ساقه مغزی فشرده شده همچنین در صورتی که فشار بیشتر افزایش یابد.
داس مغز دو نیمکرهٔ مغزی را در یک صفحه طولی از یکدیگر مجزا می‌نماید و در شکاف مغزی طولی مابین نیمکره‌ها واقع شده‌است. نامگذاری داس مغز به واسطهٔ شکل داسی شکل آن می‌باشد، داس مغزی چین قوس داری از سخت شامه بوده که به صورت عمودی در شکاف طولی مابین نیمکره‌های مغزی نزول می‌کند. آن از جلو باریک است و به زائده تاج‌خروسی (کریستا گالی) استخوان پرویزنی (اتموئید) متصل می‌گردد؛ و از سمت عقب پهن بوده که در آنجا با سطح فوقانی چادرینه مخچه در ارتباط است. حاشیه فوقانی آن محدب بوده و به سطح داخلی استخوان جمجمه در خط میانی متصل می‌گردد. داس مغز شامل سینوس‌های پیکانی بالایی (ساژیتال فوقانی) است. حاشیهٔ تحتانی آن آزاد و فرورفته و متشکل از سینوس پیکانی پایینی می‌باشد. داس مغزی با افزایش سن سفت می‌شود.
دو لایه چین خورده دیگر سخت‌شامه شامل داس مخچه و چادر زین می‌باشد.
داس مخچه Falx cerebelli، چین و خمیدگی عمودی سخت شامه‌ای بوده که در انتهای چادرینه مخچه‌ای بخش خلفی حفرهٔ جمجمه‌ای (cranial fossa) قرار دارد. داس مخچه‌ای به صورت جزئی نیمکره‌های مخچه‌ای را جدا می‌نماید. قاعدهٔ آن در بالا به زیر و عقب چادرینه مخچه‌ای متصل بوده و حاشیهٔ خلفی آن به بخش زیرین تاج عمودی بر روی سطح داخلی استخوان پس‌سری متصل است. زمانی که نزول می‌کند، گاهی مواقع به دو چین کوچک‌تر تقسیم شده که در طرفین سوراخ بزرگ پس‌سری فرومی‌روند.
چادر زین Diaphragma sellae چین مدور سخت‌شامه بوده که میان زواید بالین‌وار clinoid process آویزان است و تشکیل یک طاق بر روی حفرهٔ هیپوفیزی می‌دهد. چادر زین غدهٔ هیپوفیز در حفره هیپوفیزی را پوشانیده و دارای روزنه‌ای برای عبور مجرای قیفی‌شکل یا قیفک infundibulum (ساقهٔ هیپوفیز) و سیاهرگ‌های هیپوفیزی است.
حفره سه‌قلو Trigeminal cave شامل دو لایه از سخت شامه بوده که گانلگیون عصب سه‌قلو نزدیک نوک بخش خاره‌ای استخوان گیجگاهی را در بر می‌گیرد. آن توسط سخت‌شامه قرار گرفته بر روی چهار ساختار محدود می‌شود.

### درناژ (زهکشی)‌(سخت شامه)
جایی که این دو لایه سخت شامه از یکدیگر جدا می‌شوند، فاصله بین آن‌ها موسوم به سینوس سیاهرگی سخت‌شامه‌ای است. این سینوس‌ها، خون و مایع مغزی-نخاعی را از مغز تخلیه کرده و به داخل سیاهرگ ژوگولار داخلی می‌ریزند. آن‌ها از طریق پرزهای عنکبوتیه تخلیه می‌شوند و به درون سینوس‌های سیاهرگی امتداد می‌یابند. این پرزها به عنوان دریچه‌های یک سویه عمل می‌کنند. سیاهرگ‌های مننژی که از سخت شامه عبور می‌کنند، و سیاهرگ‌های پل زن که بافت عصبی اصلی را تخلیه کرده و سخت شامه را سوراخ می‌نمایند به داخل این سینوس‌های سخت شامه‌ای می‌ریزند.
بسیاری از بیماری‌های پزشکی سخت‌شامه را درگیر می‌کنند. بیماری هماتوم ساب دورال زمانی بروز می‌کند که انباشتگی غیرطبیعی خون مابین سخت شامه و عنکبوتیه وجود داشته باشد و معمولاً نتیجهٔ پاره شدگی سیاهرگ‌های پل زن در آسیب تروماتیک ثانویه می‌باشد. هماتوم ایپدورال، انباشته‌شدگی خون میان سخت‌شامه و سطح داخلی جمجمه است، و معمولاً به واسطهٔ خون‌ریزی سرخرگی بروز می‌کند. عصب دهی حسی سخت شامهٔ سوپراتنتوریال از طریق شاخه‌های مننژی کوچک عصب سه‌قلو است (V1, V۲، V۳). عصب دهی برای سخت شامهٔ اینفراتنتوریال شامل اعصاب سرویکال فوقانی است. نشت خود به خودی مایع مغزی نخاعی، شامل کاهش و افت فشار و مایع نخاعی به علت سوراخ‌هایی در سخت شامه می‌باشد.

## لایه عنکبوتیه
لایه میانی مننژ، عنکبوتیه یا آراکنوئید نامیده می‌شود، و نام آن به دلیل ظاهری است که شبیه تارهای عنکبوت دارد. این لایه برای دستگاه عصبی مرکزی مانند یک ضربه‌گیر عمل می‌کند. عنکبوتیه لایه یا پرده‌ای فوق‌العاده نازک و ظریف، شفاف و متشکل از بافت فیبری است که توسط سلول‌های صاف پوشانده شده و در برابر عبور سیال ناتراوا می‌باشد. عنکبوتیه شبیه یک کیسهٔ شل بوده و ظاهری سفید رنگ دارد، زیرا حاوی هیچ ذخیره خونی نمی‌باشد. این لایه شامل شبکه کروئید بوده که مسئول تولید مایع مغزی-نخاعی است؛ بنابراین عنکبوتیه حاوی مایع مغزی نخاعی (CSF) می‌باشد. همچنین این لایه دارای زوائد انگشت مانند منحصربه‌فردی است که پرزهای عنکبوتیه arachnoid villi نامیده می‌شوند و وظیفه آن‌ها جذب مایع مغزی نخاعی است. در فرد بالغ، روزانه تقریباً ۵۰۰ میلی لیتر مایع مغزی-نخاعی تولید می‌شود، همگی به استثنای ۱۲۵ تا ۱۵۰ میلی لیتر توسط این پرزها جذب می‌شوند. زمانی که خون وارد این سیستم (در اثر تروما یا سکته مغزی هموراژیک) بشود، پرزها مسدود می‌شوند و هیدروسفالی (افزایش اندازهٔ بطن‌ها) ممکن است بروز نماید. فضای ساب دورال، مابین لایه‌های سخت شامه و عنکبوتیه قرار دارد و فضای ساب آراکنوئید مابین لایه‌های عنکبوتیه و نرم شامه واقع شده و حاوی مایع مغزی-نخاعی است.

## نرم‌شامه
نرم‌شامه، داخلی‌ترین لایهٔ مننژی است. لایهٔ نرم‌شامه غشای بسیار ظریفی است، که کاملاً به سطح مغز و نخاع چسبیده است و به گونه‌ای گسترش می‌یابد که تمام چین خوردگی‌های موجود در سطح مغز را می‌پوشاند. غشای نازک نرم شامه از بافت فیبری تشکیل یافته که توسط صفحه‌ای از سلول‌های صاف غیر نفوذپذیر در برابر سیال بر روی سطح بیرونی خود پوشانده می‌شود. این غشا توسط مویرگ‌های خونی که به سمت مغز و نخاع حرکت می‌کنند نفوذ می‌کند و مویرگ‌های خونی آن مسئول تغذیهٔ مغز هستند.
نرم شامه پوشش مننژی، نازک، نیمه شفاف، توری مانند بوده که به تمامی سطح مغز محکم می‌چسبد و به لایهٔ عنکبوتیه به صورت شل متصل می‌شود. این لایه‌ها اغلب به صورت عنکبوتیه-نرم‌شامه یا لپتومننژ عنوان می‌شوند. ساب آراکنوئید یا فضای زیر عنکبوتیه، بین لایهٔ عنکبوتیه و نرم شامه بوده، و حاوی مایع مغزی-نخاعی (CSF) می‌باشد. فضای زیر عنکبوتیه حاوی رشته‌های فیبری است که پایداری و استحکام دو لایه را برقرار کرده، امکان محافظت مناسب و حرکت پروتئین‌ها، الکترولیت‌ها، یون‌ها، و گلوکز درون مایع مغزی-نخاعی را فراهم می‌نماید.
نرم شامه توسط ۲۱ جفت رباط دندانه‌دار به سخت شامه متصل می‌شود. این رباط‌ها در ثابت نگه‌داشتن نخاع و جلوگیری از حرکت به این سو و آن سو و افزایش پایداری آن کمک می‌نمایند. در نقطه‌ای که نرم‌شامه به مخروط انتهایی یا مخروط نخاعی می‌رسد، به صورت یک رشتهٔ نازک موسوم به «فیلوم ترمینال» امتداد می‌یابد، که درون دهلیز کمری (سیسترن لومبار) قرار می‌گیرد. این فیلامنت سرانجام با سخت‌شامه یکی شده و تا استخوان دنبالچه امتداد می‌یابد، با برون‌اُست (پریوستئوم) ادغام شده و تشکیل رباط دنبالچه‌ای (لیگامان کوکسیژیال) را می‌دهد.
معمولاً، سخت شامه به جمجمه یا به استخوان‌های کانال مهره‌ای در طناب نخاعی متصل می‌شود، عنکبوتیه به سخت‌شامه درحالیکه نرم شامه به بافت دستگاه عصبی مرکزی متصل می‌گردد. زمانی که سخت شامه و عنکبوتیه در اثر آسیب یا بیماری جدا شوند، بین آن‌ها فضای ساب دورال قرار می‌گیرد.
وظایف نرم شامه شامل پوشش دادن و محافظت از دستگاه عصبی مرکزی (CNS)، محافظت از رگ‌های خونی و احاطه نمودن سینوس‌های سیاهرگی (وریدی) نزدیک دستگاه عصبی مرکزی، دربرگرفتن مایع مغزی-نخاعی (CSF) می‌باشد.

## دهلیزها
دهلیز (سیسترن)، هرگونه حفره در فضای زیر عنکبوتیه مغز بوده که با جدایش عنکبوتیه و نرم‌شامه ایجاد می‌گردد. در بعضی از نقاط فضای زیر عنکبوتیه بزرگ می‌شود که به دهلیز معروف است، بزرگ‌ترین آن‌ها دهلیز بزرگ (سیسترن ماگنا، Cisterna magna) است که با بطن چهارم ارتباط دارد. این فضاها با مایع مغزی-نخاعی پر شده‌اند. دهلیزهای بسیاری در مغز وجود دارد.
برخی از دهلیزهای اصلی زیر عنکبوتیه عبارتند از:
- دهلیز بزرگ، بزرگترین دهلیز زیرعنکبوتیه‌ای (ساب‌آراکنوئید)
- دهلیز پلی pontine
- دهلیز میان‌پایکی interpeduncular
- دهلیز زبرین superior
- دهلیز محیطی ambient

دهلیز بزرگ یکی از سه حفرهٔ اصلی در فضای زیر عنکبوتیه مابین لایه‌های عنکبوتیه و نرم‌شامه مننژهای مغز می‌باشد. این حفره‌ها روی هم رفته به صورت دهلیز اشاره می‌شوند. دهلیز بزرگ میان مخچه و سطح خلفی بصل النخاع واقع شده‌است. مایع مغزی-نخاعی تولید شده در بطن چهارم به درون دهلیز بزرگ از طریق دیافراگم‌های جانبی و میانی می‌ریزد.
دو دهلیز اصلی دیگر، دهلیز پلی، بین پل مغزی و بصل النخاع واقع شده و دهلیز میان‌پایکی میان پایک‌های (پدانکول‌های) مغزی قرار گرفته و آن‌ها و ساختارهای شامل شده در حفرهٔ میان‌پایکی را در بر می‌گیرد و حاوی حلقه سرخرگی ویلیس است.
دهلیز چلیپایی: از جلو، دهلیز میان‌پایکی، در اطراف چلیپای بینایی به سمت جلو امتداد یافته و دهلیز چلیپایی (سیسترن کیاسماتیک) را تشکیل می‌دهد و بر روی سطح فوقانی جسم پنبه‌ای، برای امتدادهای عنکبوتیه گسترش از یک نیمکرهٔ مغزی به دیگری در زیر حاشیه آزاد داس مغزی، و در نتیجه فضایی را ترک می‌کند که در آن سرخرگ‌های پیشین مغزی شامل می‌شوند.

## فضای زیر عنکبوتیه
در دستگاه عصبی مرکزی، حفرهٔ زیر عنکبوتیه فاصله میان غشای عنکبوتیه و نرم‌شامه می‌باشد. این فضا توسط بافت اسفنجی متشکل از تورتیغه (ترابکولا) (رشته‌های بافت همبند ظریف که از غشای عنکبوتیه امتداد دارند و داخل نرم‌شامه یکی می‌شوند) و کانال‌های به هم مرتبط اشغال گردیده و در آن مایع مغزی-نخاعی قرار گرفته‌است.۱
این حفره بر روی سطح نیمکره‌های مغز کوچک می‌باشد. در نوک هر شکنج مغز gyrus، نرم شامه و عنکبوتیه در تماس نزدیک هستند اما در شیارهای sulci میان شکنج‌ها، فضاهای مثلثی به جا می‌مانند، که در آن بافت تورتیغه‌ای زیرعنکبوتیه‌ای وجود دارد. با وجود اینکه نرم شامه به صورت تنگاتنگ سطح مغز را دنبال کرده و به داخل شیارها فرومی‌رود، غشای عنکبوتیه در سرتاسر آن‌ها شکنج به شکنج متصل می‌شود. در بخش‌های مشخص قاعدهٔ مغز، عنکبوتیه توسط فاصله‌هایی پهن و عریض از نرم‌شامه جدا می‌شود که آزادانه با یکدیگر در ارتباط بوده و دهلیز زیرعنکبوتیه‌ای (سیسترن ساب‌آراکنوئید) نامیده می‌شوند؛ در این‌ها بافت زیر عنکبوتیه دارای فراوانی کمتری است. فضای زیر عنکبوتیه محل فصل مشترک میان بافت عروقی و مایع مغزی-نخاعی بوده و در سد خونی-مغزی فعال می‌باشد. لایه آراکنوئید و لایهٔ ساب آراکنوئید همراه با آن به سمت طناب نخاعی نیز امتداد دارند؛ و وظایف آن در طناب نخاعی مشابه وظایفش در مغز می‌باشد.

## حفره زیر سخت‌شامه
فضای زیرسخت‌شامه‌ای Subdural space یک فضای مصنوعی ایجاد شده به وسیلهٔ جدایش غشای عنکبوتیه از غشای سخت‌شامه در نتیجهٔ تروما، فرایند بیماری‌زا، یا عدم حضور مایع مغزی-نخاعی به وجود می‌آید. آن همچنین ممکن است محل تروما همچون هماتوم زیرسخت‌شامه‌ای، ایجادکنندهٔ جدایش غیرطبیعی سخت‌شامه و عنکبوتیه باشد. از این رو، فضای ساب‌دورال به صورت فضای بالقوه یا مصنوعی عنوان می‌شود.

## فضای روی سخت‌شامه
میان سخت‌شامه و استخوان جمجمه در سر، و میان ضریع Periosteum و سخت شامه در ستون مهره‌ها، فضایی بالقوه موسوم به فضای روی سخت‌شامه‌ای Epidural space واقع شده‌است.